# Lea Davison
Lea Davison (nascida em 19 de maio de 1983) é uma ciclista olímpica estadunidense. Representou sua nação nos Jogos Olímpicos de Verão de 2012 na prova de cross-country feminino, na Hadleigh Farm, em Londres, terminando em 11º lugar.